# Hermann Föry

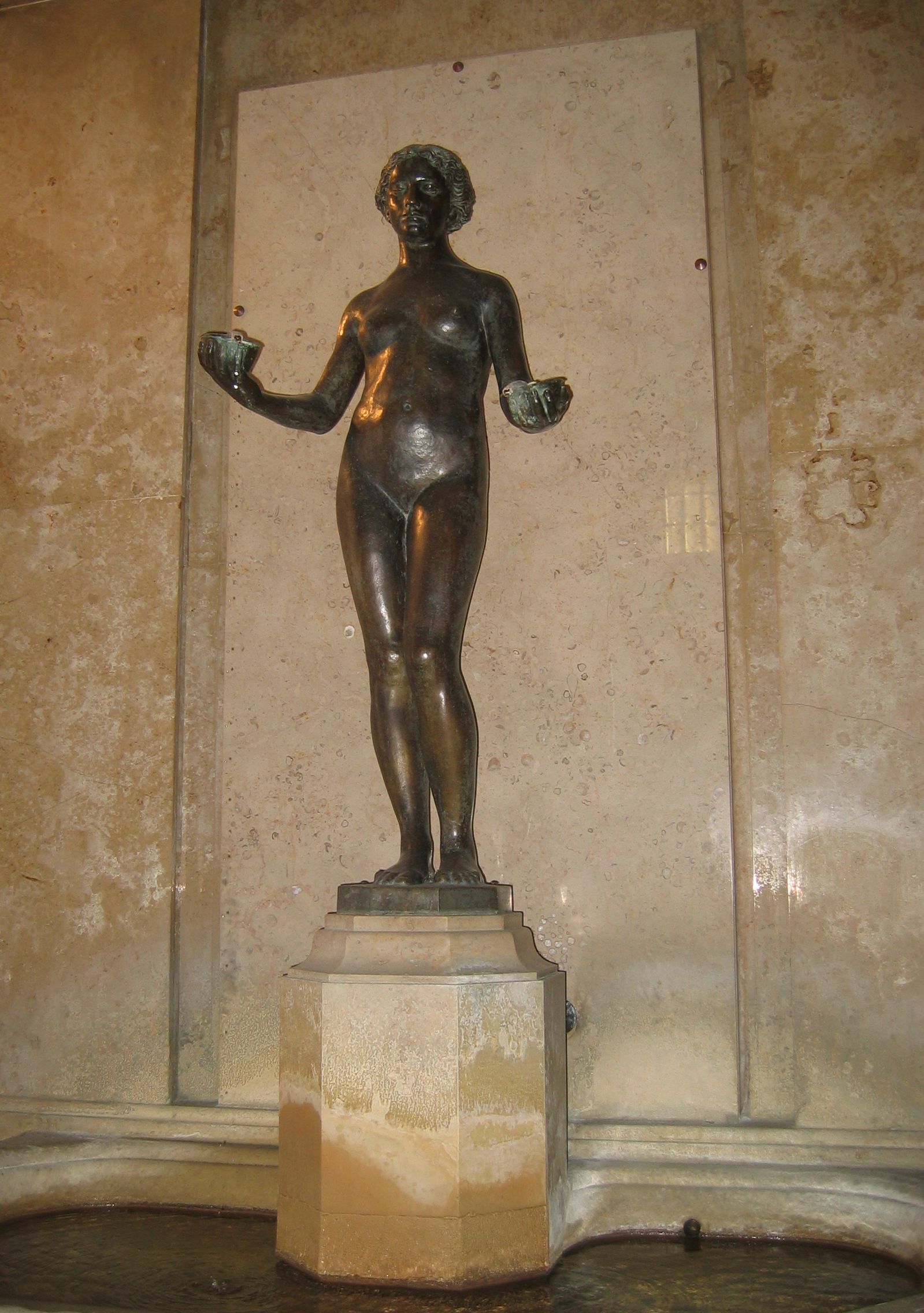
Brunnenfigur Nymphe, Kieler Rathaus, 1911

Karl Hermann Föry (* 7. August 1879 in Bischweier; † 2. Oktober 1930 in Bad Nauheim) war ein deutscher Bildhauer und Keramiker.

## Leben
Zwischen 1892 und 1898 absolvierte Föry eine Lehre als Steinbildhauer und arbeitete anschließend als Geselle in der Werkstatt von Fidel Binz in Karlsruhe. Im Jahr 1900 nahm er ein Studium an der Kunstakademie Karlsruhe auf, das er 1906 abschloss. Seine Professoren dort waren Fridolin Dietsche, Hermann Volz und Ludwig Schmid-Reutte. Von 1919 bis 1921 unterrichtete Föry die Modellierklasse an der Kunstgewerbeschule Pforzheim und kehrte danach nach Karlsruhe zurück. In den Jahren von 1910 bis 1925 schuf er gelegentlich Baukeramiken für die Großherzoglich Badische Majolika-Manufaktur Karlsruhe. Für das vom Karlsruher Architekten Hermann Billing entworfene Kieler Rathaus entwarf er die keramische Innenausstattung, die teilweise noch erhalten ist. Die Lebensmittelräume, die Föry für das Warenhaus Wertheim in Berlin und für das Warenhaus Tietz in Köln in Zusammenarbeit mit der Majolika-Manufaktur gestaltete, wurden im Zweiten Weltkrieg zerstört.
Föry wurde auf dem Hauptfriedhof in Karlsruhe beigesetzt; 1956 wurde sein Grab zum Ehrengrab erklärt. Auf dem Grabstein steht ein Bronze-Selbstbildnis aus dem Jahr 1927.
Im Bischweierer Neubaugebiet „Winkelfeld“ wurde eine Straße nach ihm benannt.

## Werke
- 1911: Nymphe (Bronzene Brunnenfigur im Kieler Rathaus)
- 1914: Kriegerdenkmal in Eppingen
- 1919: Bronzestatuette von Hans Thoma (heute in der Staatlichen Kunsthalle Karlsruhe)
- 1927: Selbstbildnis (Bronzefigur, heute auf dem Karlsruher Hauptfriedhof)[2]
- 1928: Kriegerdenkmal in Bortenberg
- 1928: Marktfrau auf dem Altmarkt in Karlsruhe